# Франтішек Славік
Франтішек Славік (чеськ. František Slavík; 18 серпня 1876, Кутна Гора — 27 січня 1957, Прага) — чеський мінералог, геохімік і петрограф, засновник чехословацької геохімічної школи.
Закінчив Карлів університет у Празі (1899), у 1910—1947 роках професор цього ж університету (з 1913 року директор його мінералогічного інституту), декан природознавчого факультету (1924—1925), ректор університету (1937—1938). Член Чеської академії наук та мистецтв (з 1922), академік Чехословацької AH (з 1952). Член Мінералогічного товариства СРСР (з 1937).
Основні праці присвячені питанням петрографії, кристалографії, мінералогії і геохімії. Займався вивченням докембрійських порід Пршибрама і його рудоносних кварцитів, марганцевих, телурових і залізних руд Чехословаччини. Автор навчальних посібників з кристалографії, мінералогії, корисних копалин і популярних книг з мінералогії.